# Сан-Марино Кальчо
Сан-Мари́но Ка́льчо — єдиний футбольний клуб із Сан-Марино, який входить до Італійської федерації футболу. Свої матчі грає на Стадіо Олімпіко Серравалле. До 1988 руку клуб називався «Serranisima». У сезоні 1999/2000 вийшов до Серії С2.